# 1re étape du Tour de France Femmes 2024
Pour un article plus général, voir Tour de France Femmes 2024.
La 1re étape du Tour de France Femmes 2024 se déroule le lundi 12 août 2024 entre Rotterdam et La Haye, aux Pays-Bas, sur une distance de 123 kilomètres.

## Déroulement de la course
À quatre-vingt kilomètres de l'arrivée, Cristina Tonetti  sort seule et obtient quarante secondes d'avance. Giorgia Vettorello part à sa poursuite, mais est marquée par Yurani Blanco. Après s'être assurée le maillot à pois Tonetti est reprise par le peloton. Le sprint est inévitable. La favorite, Lorena Wiebes, a un problème avec son dérailleur dans les derniers mètres. Charlotte Kool, qui a lancé le sprint, s'impose.

## Résultats

### Classement de l'étape
| Classement de la 1re étape | Classement de la 1re étape   | Classement de la 1re étape | Classement de la 1re étape | Classement de la 1re étape |
|                            | Coureur                      | Pays                       | Équipe                     | Temps                      |
| -------------------------- | ---------------------------- | -------------------------- | -------------------------- | -------------------------- |
| 1er                        | Charlotte Kool               | Pays-Bas                   | Team dsm-firmenich PostNL  | en 2 h 47 min 40 s         |
| 2e                         | Anniina Ahtosalo             | Finlande                   | Uno-X Mobility             | + 0 s                      |
| 3e                         | Elisa Balsamo                | Italie                     | Lidl-Trek                  | + 0 s                      |
| 4e                         | Lotta Henttala               | Finlande                   | EF-Oatly-Cannondale        | + 0 s                      |
| 5e                         | Marianne Vos                 | Pays-Bas                   | Team Visma-Lease a Bike    | + 0 s                      |
| 6e                         | Daria Pikulik                | Pologne                    | Human Powered Health       | + 0 s                      |
| 7e                         | Mylène de Zoete              | Pays-Bas                   | Ceratizit-WNT Pro Cycling  | + 0 s                      |
| 8e                         | Kimberley Le Court de Billot | Maurice                    | AG Insurance-Soudal        | + 0 s                      |
| 9e                         | Emilia Fahlin                | Suède                      | Arkéa-B&B Hotels           | + 0 s                      |
| 10e                        | Blanka Vas                   | Hongrie                    | SD Worx-Protime            | + 0 s                      |
| modifier                   |                              |                            |                            |                            |

### Bonifications en temps
|   | Coureur          | Pays     | Équipe                    | Secondes |
| - | ---------------- | -------- | ------------------------- | -------- |
| 1 | Charlotte Kool   | Pays-Bas | Team dsm-firmenich PostNL | 10 s     |
| 2 | Anniina Ahtosalo | Finlande | Uno-X Mobility            | 6 s      |
| 3 | Elisa Balsamo    | Italie   | Lidl-Trek                 | 4 s      |

### Points attribués
| Sprint intermédiaire Groeneweg (km 85,1) | Sprint intermédiaire Groeneweg (km 85,1) | Sprint intermédiaire Groeneweg (km 85,1) | Sprint intermédiaire Groeneweg (km 85,1) | Sprint intermédiaire Groeneweg (km 85,1) |
| ---------------------------------------- | ---------------------------------------- | ---------------------------------------- | ---------------------------------------- | ---------------------------------------- |
|                                          | Coureur                                  | Pays                                     | Équipe                                   | Point(s)                                 |
| 1er                                      | Marianne Vos                             | Pays-Bas                                 | Team Visma-Lease a Bike                  | 25                                       |
| 2e                                       | Ruby Roseman-Gannon                      | Australie                                | Liv-AlUla-Jayco                          | 20                                       |
| 3e                                       | Marthe Truyen                            | Belgique                                 | Fenix-Deceuninck                         | 17                                       |
| 4e                                       | Anna Henderson                           | Royaume-Uni                              | Team Visma-Lease a Bike                  | 15                                       |
| 5e                                       | Fem van Empel                            | Pays-Bas                                 | Team Visma-Lease a Bike                  | 13                                       |
| 6e                                       | Caroline Andersson                       | Suède                                    | Liv-AlUla-Jayco                          | 11                                       |
| 7e                                       | Franziska Koch                           | Allemagne                                | Team dsm-firmenich PostNL                | 10                                       |
| 8e                                       | Francesca Barale                         | Italie                                   | Team dsm-firmenich PostNL                | 9                                        |
| 9e                                       | Mischa Bredewold                         | Pays-Bas                                 | SD Worx-Protime                          | 8                                        |
| 10e                                      | Elise Chabbey                            | Suisse                                   | Canyon-SRAM Racing                       | 7                                        |
| 11e                                      | Katarzyna Niewiadoma                     | Pologne                                  | Canyon-SRAM Racing                       | 6                                        |
| 12e                                      | Neve Bradbury                            | Australie                                | Canyon-SRAM Racing                       | 5                                        |
| 13e                                      | Pfeiffer Georgi                          | Royaume-Uni                              | Team dsm-firmenich PostNL                | 4                                        |
| 14e                                      | Ellen van Dijk                           | Pays-Bas                                 | Lidl-Trek                                | 3                                        |
| 15e                                      | Christine Majerus                        | Luxembourg                               | SD Worx-Protime                          | 2                                        |
| modifier                                 |                                          |                                          |                                          |                                          |

| Arrivée d'étape La Haye (km 123) | Arrivée d'étape La Haye (km 123) | Arrivée d'étape La Haye (km 123) | Arrivée d'étape La Haye (km 123) | Arrivée d'étape La Haye (km 123) |
| -------------------------------- | -------------------------------- | -------------------------------- | -------------------------------- | -------------------------------- |
|                                  | Coureur                          | Pays                             | Équipe                           | Point(s)                         |
| 1er                              | Charlotte Kool                   | Pays-Bas                         | Team dsm-firmenich PostNL        | 50                               |
| 2e                               | Anniina Ahtosalo                 | Finlande                         | Uno-X Mobility                   | 30                               |
| 3e                               | Elisa Balsamo                    | Italie                           | Lidl-Trek                        | 20                               |
| 4e                               | Lotta Henttala                   | Finlande                         | EF-Oatly-Cannondale              | 18                               |
| 5e                               | Marianne Vos                     | Pays-Bas                         | Team Visma-Lease a Bike          | 16                               |
| 6e                               | Daria Pikulik                    | Pologne                          | Human Powered Health             | 14                               |
| 7e                               | Mylène de Zoete                  | Pays-Bas                         | Ceratizit-WNT Pro Cycling        | 12                               |
| 8e                               | Kimberley Le Court de Billot     | Maurice                          | AG Insurance-Soudal              | 10                               |
| 9e                               | Emilia Fahlin                    | Suède                            | Arkéa-B&B Hotels                 | 8                                |
| 10e                              | Blanka Vas                       | Hongrie                          | SD Worx-Protime                  | 7                                |
| 11e                              | Kathrin Schweinberger            | Autriche                         | Ceratizit-WNT Pro Cycling        | 6                                |
| 12e                              | Emma Norsgaard Bjerg             | Danemark                         | Movistar Team                    | 5                                |
| 13e                              | Quinty Ton                       | Pays-Bas                         | Liv-AlUla-Jayco                  | 4                                |
| 14e                              | Karlijn Swinkels                 | Pays-Bas                         | UAE Team ADQ                     | 3                                |
| 15e                              | Olivia Baril                     | Canada                           | Movistar Team                    | 2                                |
| modifier                         |                                  |                                  |                                  |                                  |

### Cols et côtes
| \| Maasdeltatunnel (km 61) 4e catégorie (1,0 km à 3,1 %) \| Maasdeltatunnel (km 61) 4e catégorie (1,0 km à 3,1 %) \| Maasdeltatunnel (km 61) 4e catégorie (1,0 km à 3,1 %) \| Maasdeltatunnel (km 61) 4e catégorie (1,0 km à 3,1 %) \| Maasdeltatunnel (km 61) 4e catégorie (1,0 km à 3,1 %) \| \| ----------------------------------------------------- \| ----------------------------------------------------- \| ----------------------------------------------------- \| ----------------------------------------------------- \| ----------------------------------------------------- \| \| \| Coureur \| Pays \| Équipe \| Point(s) \| \| 1er \| Cristina Tonetti \| Italie \| Laboral Kutxa-Fundación Euskadi \| 2 \| \| 2e \| Ruby Roseman-Gannon \| Australie \| Liv AlUla Jayco \| 1 \| \| modifier \| \| \| \| \| |                     |           |                                 |          |
| Maasdeltatunnel (km 61) 4e catégorie (1,0 km à 3,1 %) |                     |           |                                 |          |
| | Coureur             | Pays      | Équipe                          | Point(s) |
| 1er | Cristina Tonetti    | Italie    | Laboral Kutxa-Fundación Euskadi | 2        |
| 2e | Ruby Roseman-Gannon | Australie | Liv AlUla Jayco                 | 1        |
| modifier |                     |           |                                 |          |

### Prix de la combativité
- Yurani Blanco (Laboral Kutxa-Fundación Euskadi)

## Classements à l'issue de l'étape

### Classement général
| Classement général | Classement général           | Classement général | Classement général        | Classement général |
|                    | Coureur                      | Pays               | Équipe                    | Temps              |
| ------------------ | ---------------------------- | ------------------ | ------------------------- | ------------------ |
| 1er                | Charlotte Kool               | Pays-Bas           | Team dsm-firmenich PostNL | en 2 h 47 min 30 s |
| 2e                 | Anniina Ahtosalo             | Finlande           | Uno-X Mobility            | + 4 s              |
| 3e                 | Elisa Balsamo                | Italie             | Lidl-Trek                 | + 6 s              |
| 4e                 | Lotta Henttala               | Finlande           | EF-Oatly-Cannondale       | + 10 s             |
| 5e                 | Marianne Vos                 | Pays-Bas           | Team Visma-Lease a Bike   | + 10 s             |
| 6e                 | Daria Pikulik                | Pologne            | Human Powered Health      | + 10 s             |
| 7e                 | Mylène de Zoete              | Pays-Bas           | Ceratizit-WNT Pro Cycling | + 10 s             |
| 8e                 | Kimberley Le Court de Billot | Maurice            | AG Insurance-Soudal       | + 10 s             |
| 9e                 | Emilia Fahlin                | Suède              | Arkéa-B&B Hotels          | + 10 s             |
| 10e                | Blanka Vas                   | Hongrie            | SD Worx-Protime           | + 10 s             |
| modifier           |                              |                    |                           |                    |

| Classement par points | Classement par points | Classement par points | Classement par points     | Classement par points |
| --------------------- | --------------------- | --------------------- | ------------------------- | --------------------- |
|                       | Coureur               | Pays                  | Équipe                    | Point(s)              |
| 1er                   | Charlotte Kool        | Pays-Bas              | Team dsm-firmenich PostNL | 50 points             |
| 2e                    | Marianne Vos          | Pays-Bas              | Team Visma-Lease a Bike   | 41 pts                |
| 3e                    | Anniina Ahtosalo      | Finlande              | Uno-X Mobility            | 30 pts                |
| 4e                    | Elisa Balsamo         | Italie                | Lidl-Trek                 | 20 pts                |
| 5e                    | Ruby Roseman-Gannon   | Australie             | Liv-AlUla-Jayco           | 20 pts                |
| 6e                    | Lotta Henttala        | Finlande              | EF-Oatly-Cannondale       | 18 pts                |
| 7e                    | Marthe Truyen         | Belgique              | Fenix-Deceuninck          | 17 pts                |
| 8e                    | Anna Henderson        | Royaume-Uni           | Team Visma-Lease a Bike   | 15 pts                |
| 9e                    | Daria Pikulik         | Pologne               | Human Powered Health      | 14 pts                |
| 10e                   | Fem van Empel         | Pays-Bas              | Team Visma-Lease a Bike   | 13 pts                |
| modifier              |                       |                       |                           |                       |

| Classement de la meilleure grimpeuse | Classement de la meilleure grimpeuse | Classement de la meilleure grimpeuse | Classement de la meilleure grimpeuse | Classement de la meilleure grimpeuse |
| ------------------------------------ | ------------------------------------ | ------------------------------------ | ------------------------------------ | ------------------------------------ |
|                                      | Coureur                              | Pays                                 | Équipe                               | Point(s)                             |
| 1er                                  | Cristina Tonetti                     | Italie                               | Laboral Kutxa-Fundación Euskadi      | 2 points                             |
| 2e                                   | Ruby Roseman-Gannon                  | Australie                            | Liv AlUla Jayco                      | 1 pt                                 |
| modifier                             |                                      |                                      |                                      |                                      |

| Classement général de la meilleure jeune | Classement général de la meilleure jeune | Classement général de la meilleure jeune | Classement général de la meilleure jeune | Classement général de la meilleure jeune |
|                                          | Coureur                                  | Pays                                     | Équipe                                   | Temps                                    |
| ---------------------------------------- | ---------------------------------------- | ---------------------------------------- | ---------------------------------------- | ---------------------------------------- |
| 1er                                      | Anniina Ahtosalo                         | Finlande                                 | Uno-X Mobility                           | en 2 h 47 min 34 s                       |
| 2e                                       | Fem van Empel                            | Pays-Bas                                 | Team Visma-Lease a Bike                  | + 6 s                                    |
| 3e                                       | Linda Riedmann                           | Allemagne                                | Team Visma-Lease a Bike                  | + 6 s                                    |
| 4e                                       | Puck Pieterse                            | Pays-Bas                                 | Fenix-Deceuninck                         | + 6 s                                    |
| 5e                                       | Ilse Pluimers                            | Pays-Bas                                 | AG Insurance-Soudal                      | + 6 s                                    |
| 6e                                       | Julie De Wilde                           | Belgique                                 | Fenix-Deceuninck                         | + 6 s                                    |
| 7e                                       | Marion Bunel                             | France                                   | St Michel-Mavic-Auber93                  | + 6 s                                    |
| 8e                                       | Shirin van Anrooij                       | Pays-Bas                                 | Lidl-Trek                                | + 6 s                                    |
| 9e                                       | Neve Bradbury                            | Australie                                | Canyon-SRAM Racing                       | + 6 s                                    |
| 10e                                      | Francesca Barale                         | Italie                                   | Team dsm-firmenich PostNL                | + 6 s                                    |
| modifier                                 |                                          |                                          |                                          |                                          |

| Classement par équipes | Classement par équipes    | Classement par équipes | Classement par équipes |
|                        | Équipe                    | Pays                   | Temps                  |
| ---------------------- | ------------------------- | ---------------------- | ---------------------- |
| 1re                    | Ceratizit-WNT Pro Cycling | Allemagne              | en 8 h 23 min 0 s      |
| 2e                     | EF-Oatly-Cannondale       | États-Unis             | + 0 s                  |
| 3e                     | Team Visma-Lease a Bike   | Pays-Bas               | + 0 s                  |
| 4e                     | SD Worx-Protime           | Pays-Bas               | + 0 s                  |
| 5e                     | Liv-AlUla-Jayco           | Australie              | + 0 s                  |
| 6e                     | Team dsm-firmenich PostNL | Pays-Bas               | + 0 s                  |
| 7e                     | Human Powered Health      | États-Unis             | + 0 s                  |
| 8e                     | Uno-X Mobility            | Norvège                | + 0 s                  |
| 9e                     | AG Insurance-Soudal       | Belgique               | + 0 s                  |
| 10e                    | Fenix-Deceuninck          | Belgique               | + 0 s                  |
| modifier               |                           |                        |                        |

## Abandons
Cinq coureuses ont abandonné au cours de l'étape :
- Ekaterina Knebeleva (Tashkent City) : abandon
- Asal Rizaeva (Tashkent City) : abandon
- Mohinabonu Elmurodova (Tashkent City) : abandon
- Madina Kakhorova (Tashkent City) : abandon
- Natalie Grinczer (Roland) : abandon